# Amanda Dowe
Amanda Nicole Dowe (17 maggio 1991) è un'ex cestista statunitense.
Centro di 193 cm, ha giocato in LFB con Girona e in Serie A1 con Priolo Gargallo.

## Statistiche

### Presenze e punti nei club
Dati aggiornati al 30 giugno 2014
| Stagione        | Squadra            | Competizione | Partite | Partite | Partite | Statistiche tiro | Statistiche tiro | Statistiche tiro | Altre statistiche | Altre statistiche | Altre statistiche | Altre statistiche | Altre statistiche |
| Stagione        | Squadra            | Competizione | Pres.   | Titol.  | Minuti  | Tiri da 2        | Tiri da 3        | Liberi           | Rimb.             | Assist            | Rubate            | Stopp.            | Punti             |
| --------------- | ------------------ | ------------ | ------- | ------- | ------- | ---------------- | ---------------- | ---------------- | ----------------- | ----------------- | ----------------- | ----------------- | ----------------- |
| '13-gen. '14    | Spar Unigirona     | LFB          | 11      |         | 267     | 36/54            | 0/0              | 4/7              | 80                | 9                 | 15                | 3                 | 76                |
| gen. '14-'14    | Bricocenter Priolo | Serie A1     | 6       | 6       | 234     | 26/53            | 0/0              | 6/8              | 72                | 1                 | 6                 | 1                 | 58                |
| Totale carriera |                    |              |         |         |         |                  |                  |                  |                   |                   |                   |                   |                   |